# Kuba i olympiska sommarspelen 1996
Kuba deltog i de olympiska sommarspelen 1996 med en trupp bestående av 164 deltagare, som tog 25 medaljer.

## Baseboll
I gruppspelet mötte alla lag varandra och de fyra bästa lagen (Kuba, USA, Sydkorea och Japan) gick vidare. 
| Nation        | Segrar | Förluster | Tiebreaker |
| ------------- | ------ | --------- | ---------- |
| Kuba          | 7      | 0         |            |
| USA           | 6      | 1         |            |
| Japan         | 4      | 3         | 1-0        |
| Nicaragua     | 4      | 3         | 0-1        |
| Nederländerna | 2      | 5         | 2-0        |
| Italien       | 2      | 5         | 1-2        |
| Australien    | 2      | 5         | 0-2        |
| Sydkorea      | 1      | 6         |            |

Slutspel
|  | Semifinaler | Semifinaler |    |  | Final     | Final |  |
|  |             |             |    |  |           |       |  |
|  | 1 augusti   |             |    |  |           |       |  |
|  | Kuba        | 8           |    |  |           |       |  |
|  | Nicaragua   | 1           |    |  |           |       |  |
|  |             |             |    |  |           |       |  |
|  |             |             |    |  | 2 augusti |       |  |
|  |             |             |    |  | Japan     | 9     |  |
|  |             | Kuba        | 13 |  |           |       |  |
|  |             |             |    |  |           |       |  |
|  |             |             |    |  |           |       |  |
|  |             |             |    |  |           |       |  |
|  | 1 augusti   |             |    |  |           |       |  |
|  | USA         | 2           |    |  |           |       |  |
|  | Japan       | 11          |    |  |           |       |  |

## Basket
Damer
Gruppspel
| Team       | W | L | Pts |
| ---------- | - | - | --- |
| USA        | 5 | 0 | 10  |
| Ukraina    | 4 | 1 | 9   |
| Australien | 3 | 2 | 8   |
| Kuba       | 2 | 3 | 7   |
| Sydkorea   | 1 | 4 | 6   |
| Zaire      | 0 | 5 | 5   |

|            | USA    | Ukraina | Australien | Kuba   | Sydkorea | Zaire  |
| ---------- | ------ | ------- | ---------- | ------ | -------- | ------ |
| USA        | -      | 98-65   | 96-79      | 101-84 | 105-64   | 107-47 |
| Ukraina    | 65-98  | -       | 54-48      | 87-75  | 67-72    | 81-65  |
| Australien | 79-96  | 48-54   | -          | 75-63  | 76-61    | 91-45  |
| Kuba       | 84-101 | 75-87   | 63-75      | -      | 70-55    | 73-59  |
| Sydkorea   | 64-105 | 72-67   | 61-76      | 55-70  | -        | 95-71  |
| Zaire      | 47-107 | 65-81   | 45-91      | 59-73  | 71-95    | -      |

Slutspel
|  | Kvartsfinaler | Kvartsfinaler |              |     | Semifinaler | Semifinaler  |              |            | Final      | Final |
|  | 0             | 0             | 0            | 0   | 0           | 0            | 0            | 0          | 0          | 0     |
|  |               |               | 0            | 0   |             |              | 0            | 0          |            |       |
|  |               |               | 0            | 0   |             |              | 0            | 0          |            |       |
|  | 0 Brasilien   | 0101          | 0            | 0   |             |              | 0            | 0          |            |       |
|  | 0 Brasilien   | 0101          | 0            | 0   |             |              | 0            | 0          |            |       |
|  | 0 Kuba        | 069           | 0            | 0   |             |              | 0            | 0          |            |       |
|  | 0 Kuba        | 069           | 0            | 0   | 0 Brasilien | 081          | 0            | 0          |            |       |
|  |               |               | 0            | 0   | 0 Brasilien | 081          | 0            | 0          |            |       |
|  | 0             | 0 Ukraina     | 0            | 060 | 0           |              |              | 0          |            |       |
|  | 0             | 0 Ukraina     | 0            | 060 | 0           | 0 Ukraina    | 059          | 0          |            |       |
|  | 0             |               |              |     |             | 0 Ukraina    | 059          | 0          |            |       |
|  | 0             | 0 Italien     | 050          | 0   |             |              |              | 0          |            |       |
|  | 0             | 0 Italien     | 050          | 0   | 0 Brasilien | 087          |              | 0          |            |       |
|  | 0             |               |              | 0   | 0 Brasilien | 087          |              | 0          |            |       |
|  | 0             | 0             | 0 USA        | 0   | 0111        |              |              |            |            |       |
|  | 0             | 0             | 0 USA        | 0   | 0111        | 0 Ryssland   | 070          |            |            |       |
|  | 0             | 0             |              |     |             |              | 070          |            |            |       |
|  | 0             | 0             | 0 Australien | 074 | 0           |              |              |            |            |       |
|  | 0             | 0             | 0 Australien | 074 | 0           | 0 Australien | 071          | Bronsmatch | Bronsmatch |       |
|  | 0             | 0             |              |     | 0           | 0 Australien | 071          | Bronsmatch | Bronsmatch |       |
|  | 0             | 0             | 0 USA        | 093 | 0           | 0            |              |            |            |       |
|  | 0             | 0             | 0 USA        | 093 | 0           | 0            | 0 USA        | 0108       | 0 Ukraina  | 056   |
|  | 0             | 0             |              |     | 0           | 0            | 0 USA        | 0108       | 0 Ukraina  | 056   |
|  | 0             | 0             | 0 Japan      | 093 | 0           | 0            | 0 Australien | 066        |            |       |
|  | 0             | 0             | 0 Japan      | 093 | 0           | 0            | 0 Australien | 066        |            |       |
|  |               |               |              |     |             |              |              |            |            |       |
|  |               |               |              |     |             |              |              |            |            |       |

## Boxning
Lätt flugvikt
- Yosvani Aguilera
  1. Första omgången — Besegrade Stefan Ström (Sverige), domaren stoppade matchen
  2. Andra omgången — Förlorade mot Mansueto Velasco (Filippinerna), 5-14

Flugvikt
- Maikro Romero →  Guld
  1. Första omgången — Besegrade Eric Morel (USA), 24-12
  2. Andra omgången — Besegrade Lernik Papyan (Armenien), 22-6
  3. Kvartsfinal — Besegrade Elias Recaido (Filippinerna), 18-3
  4. Semifinal — Besegrade Albert Pakejev (Ryssland), 12-6
  5. Final — Besegrade Bolat Dzjumadilov (Kazakstan), 12-11

Bantamvikt
- Arnaldo Mesa →  Silver
  1. Första omgången — Besegrade John Larbi (Sverige), 19-5
  2. Andra omgången — Besegrade Zahir Raheem (USA), domaren stoppade matchen
  3. Kvartsfinal — Besegrade Rachid Bouaita (Frankrike), 15-8
  4. Semifinal — Besegrade Raimkul Malachbekov (Ryssland), 14-14, domarbeslut
  5. Final — Förlorade mot István Kovács (Ungern), 7-14

Fjädervikt
- Lorenzo Aragón
  1. Första omgången — Besegrade Noureddine Magjhound (Algeriet), 9-6
  2. Andra omgången — Besegrade Rogelio de Brito (Brasilien), 16-6
  3. Kvartsfinal — Förlorade mot Floyd Mayweather Jr. (USA), 11-12

Lättvikt
- Julio González Valladares
  1. Första omgången — Besegrade Romeo Brin (Filippinerna), 24-13
  2. Andra omgången — Förlorade mot Koba Gogoladze (Georgien), 9-14

Lätt weltervikt
- Héctor Vinent →  Guld
  1. Första omgången — Besegrade Hyung-Min Han (Sydkorea),domaren stoppade matchen
  2. Andra omgången — Besegrade Nurhan Suleymanoglu (Turkiet), 23-1
  3. Kvartsfinal — Besegrade Eduard Zakharov (Ryssland), 15-7
  4. Semifinal — Besegrade Bolat Niyazymbetov (Kazakstan), 23-6
  5. Final — Besegrade Oktay Urkal (Tyskland), 20-13

Weltervikt
- Juan Hernández Sierra →  Silver
  1. Första omgången — Besegrade Jazcef Nagy (Ungern), domaren stoppade matchen
  2. Andra omgången — Besegrade Vadim Mezga (Vitryssland), 12-2
  3. Kvartsfinal — Besegrade Nurzhan Smanov (Kazakstan), 16-8
  4. Semifinal — Besegrade Marian Simion (Rumänien), 20-7
  5. Final — Förlorade mot Oleg Sajtov (Ryssland), 9-14

Lätt mellanvikt
- Alfredo Duvergel →  Silver
  1. Första omgången — Besegrade Jozef Gilewski (Polen), 10-2
  2. Andra omgången — Besegrade Serguei Gorodnychov (Ukraina), 15-2
  3. Kvartsfinal — Besegrade Antonio Perugino (Italien), 15-8
  4. Semifinal — Besegrade Jermachan Ibraimov (Kazakstan), 28-19
  5. Final — Förlorade mot David Reid (USA), knock-out i tredje omgången

Mellanvikt
- Ariel Hernández →  Gold
  1. Första omgången — Besegrade Salim Kbary (Egypten), 11-2
  2. Andra omgången — Besegrade Sven Ottke (Tyskland), 5-0
  3. Kvartsfinal — Besegrade Alexander Lebziak (Ryssland), 15-8
  4. Semifinal — Besegrade Rhoshii Wells (USA), 17-8
  5. Final — Besegrade Malik Beyleroğlu (Turkiet), 11-3

Lätt tungvikt
- Freddy Rojas
  1. Första omgången — Besegrade Mahmoud Kalifa (Egypten), 20-9
  2. Andra omgången — Förlorade mot Lee Seung-Bao (Sydkorea), 9-13

Tungvikt
- Félix Savón →  Guld
  1. Första omgången — Besegrade Andrei Kumyaavka (Kirgizistan), 9-3
  2. Andra omgången — Besegrade Kwamena Turkson (Sverige), knock-out i första omgången
  3. Kvartsfinal — Besegrade Georgi Kandelaki (Georgien), 20-4
  4. Semifinal — Besegrade Luan Krasniqi (Tyskland), walkover
  5. Final — Besegrade David Defiagbon (Kanada), 20-2

Supertungvikt
- Alexis Rubalcaba
  1. Första omgången — Bye
  2. Andra omgången — Besegrade Paolo Vidoz (Italien), domaren stoppade matchen
  3. Kvartsfinal — Förlorade mot Paea Wolfgramm (Tonga), 12-17

## Brottning
Lätt flugvikt, grekisk-romersk
- Wilber Sánchez Amita

Flugvikt, grekisk-romersk
- Lázaro Rivas

Bantamvikt, grekisk-romersk
- Luis Sarmiento

Fjädervikt, grekisk-romersk
- Juan Luis Marén

Lättvikt, grekisk-romersk
- Liubal Colás

Weltervikt, grekisk-romersk
- Filiberto Azcuy

Lätt tungvikt, grekisk-romersk
- Reynaldo Peña

Tungvikt, grekisk-romersk
- Héctor Milián

Lätt flugvikt, fristil
- Alexis Vila

Flugvikt, fristil
- Carlos Varela González

Bantamvikt, fristil
- Alejandro Puerto

Lättvikt, fristil
- Yosvany Sánchez

Weltervikt, fristil
- Alberto Rodríguez Hernández

Mellanvikt, fristil
- Ariel Ramos

Tungvikt, fristil
- Wilfredo Morales

## Cykling
Damernas linjelopp
- Dania Perez
  - Final — fullföljde inte (→ ingen placering)

## Friidrott
Herrarnas 4 x 400 meter stafett
- Omar Meña, Jorge Crusellas, Georkis Vera och Robert Hernández
  - Heat — 3:05.75 (→ gick inte vidare)

Herrarnas längdhopp
- Jaime Jefferson
  - Kval — 7.65m (→ gick inte vidare)

Herrarnas tiokamp
- Eugenio Balanque
  - Final — 7873 points (→ 25:e plats)

- Raul Duany
  - Final — 7802 points (→ 26:e plats)

Herrarnas diskuskastning
- Alexis Elizalde
  - Kval — 62.22m
  - Final — 62.70m (→ 9:e plats)

- Roberto Moya
  - Kval — 59.22m (→ gick inte vidare)

Herrarnas släggkastning
- Alberto Sánchez
  - Kval — 74.82m (→ gick inte vidare)

Damernas 4 x 400 meter stafett
- Idalmis Bonne, Julia Duporty, Surella Morales och Ana Fidelia Quirot
  - Kval — 3:24.23
  - Final — 3:25.85 (→ 6:e plats)

Damernas längdhopp
- Regla Cardenas
  - Kval — 6.85m (→ gick inte vidare)

- Lisette Cuza
  - Kval — 6.56m (→ gick inte vidare)

- Niurka Montalvo
  - Kval — 6.48m (→ gick inte vidare)

Damernas höjdhopp
- Ioamnet Quintero
  - Kval — 1.90m (→ gick inte vidare)

Damernas tresteg
- Yamilé Aldama
  - Kval — startade inte (→ ingen placering)

Damernas spjutkastning
- Isel Lopez
  - Kval — 61.40m
  - Final — 64.68m (→ 4:e plats)

- Xiomara Rivero
  - Kval — 61.32m
  - Final — 64.48m (→ 5:e plats)

- Odelmys Palma
  - Kval — 62.30m
  - Final — 59.70m (→ 11:e plats)

Damernas diskuskastning
- Maritza Martén
  - Kval — 60.08m (→ gick inte vidare)

- Barbara Hechevarria
  - Kval — 61.98m (→ gick inte vidare)

Damernas kulstötning
- Belsis Laza
  - Kval — 18.61m
  - Final — 18.40m (→ 10:e plats)

- Yumileidis Cumba
  - Kval — 18.55m (→ gick inte vidare)

Damernas sjukamp
- Regla Cardenas
  - Final — 6246 points (→ 12:e plats)

- Magalys García
  - Final — 6109 points (→ 15:e plats)

## Fäktning
Herrarnas florett
- Rolando Tucker
- Elvis Gregory
- Oscar García

Herrarnas florett, lag
- Elvis Gregory, Oscar García, Rolando Tucker

Herrarnas värja
- Iván Trevejo

Damernas värja
- Mirayda García
- Milagros Palma
- Tamara Esteri

Damernas värja, lag
- Milagros Palma, Mirayda García, Tamara Esteri

## Judo
Herrarnas extra lättvikt (-60 kg)
- Manolo Poulot

Herrarnas halv lättvikt (-65 kg)
- Israel Hernández

Herrarnas mellanvikt (-86 kg)
- Yosvany Despaigne

Herrarnas halv tungvikt (-95 kg)
- Angel Sánchez

Herrarnas tungvikt (+95 kg)
- Frank Moreno

Damernas extra lättvikt (-48 kg)
- Amarilys Savón

Damernas halv lättvikt (-52 kg)
- Legna Verdecia

Damernas lättvikt (-56 kg)
- Driulys González

Damernas halv mellanvikt (-61 kg)
- Ileana Beltrán

Damernas mellanvikt (-66 kg)
- Odalis Revé

Damernas halv tungvikt (-72 kg)
- Diadenys Luña

Damernas tungvikt (+72 kg)
- Estela Rodríguez